# Moscow (Tennessee)
Pour les articles homonymes, voir Moscow.
Moscow est une municipalité américaine située dans le comté de Fayette au Tennessee.
Selon le recensement de 2010, Moscow compte 556 habitants. La municipalité s'étend sur 1,25 mille carré (3,24 km2).
Moscow devient une municipalité en 1860. Elle doit son nom à la capitale russe Moscou (en anglais : Moscow).